# Mondothèque
La Mondothèque est un bureau multimédia conceptualisé et dessiné par Paul Otlet, fondateur du Mundaneum avec Henri La Fontaine.

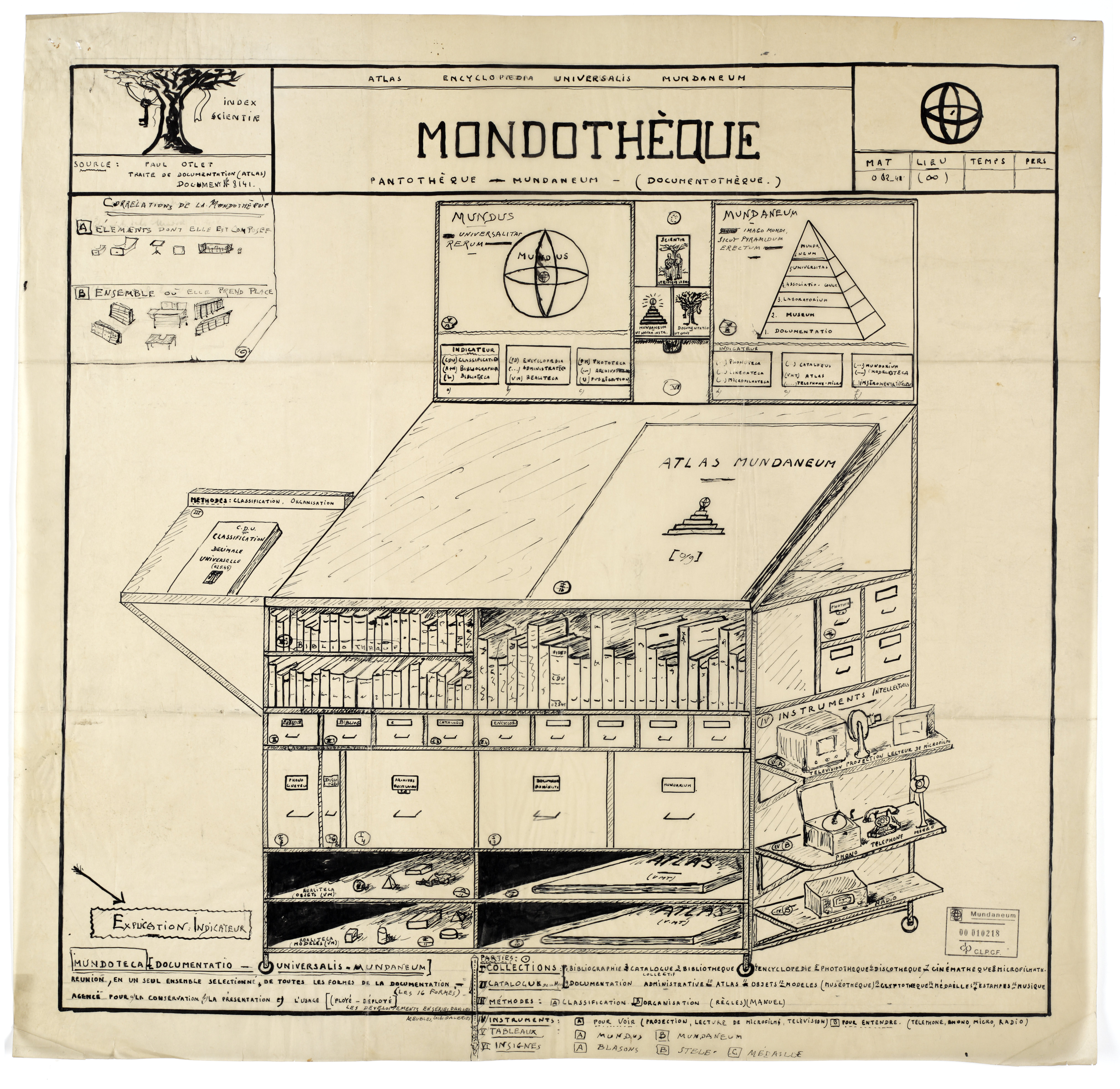
La Mondothèque

Le schéma, dessiné de sa main et intitulé « Mondothèque-Pantothèque-Mundaneum-(Documentothèque) » est daté de juin 1936, il mesure 64 × 67 cm et fait partie de l'Encyclopedia Universalis Mundaneum. 
À la lueur de l'avènement des technologies de l'information et de la communication, la Mondothèque peut apparaître comme la préfiguration du personal computer ou encore, de la tablette numérique. La Mondothèque fut pensée par Paul Otlet pour être un meuble que chacun aurait chez lui, ceci pour encourager l'accès mais aussi la production de nouvelles connaissances. 
Faite de bois elle combine à la fois les livres essentiels, des planches d'atlas se présentant sous la forme d'encyclopédies visuelles, de petits objets (de musées notamment), du Répertoire bibliographique universel et de ses fiches bibliographiques, de microfilms, le tout indexé suivant le système de la Classification décimale universelle. Sur les parois latérales de la Mondothèque, on observe différents médias de l'époque représentés (téléphone, télévision, radio, phonographe, micro…) aux fonctionnalités que Paul Otlet imaginait déjà pouvoir combiner. 
La Mondothèque avait donc pour fonction de combiner les fonctionnalités de différents supports de connaissance, devenant un seul outil de connaissances, complet et intégré. Jamais construite, la Mondothèque connaîtra une première « vie physique » au Mundaneum à Mons à l'occasion de l'exposition « Renaissance 2.0 » présentée au Mundaneum.